# فدوى روحانا
فدوى روحانا هي مصورة فوتوغرافية فلسطينية ولدت في عسفيا، درست الإبتدائية والثانوية في حيفا وحاصلة على البكالوريوس في تخصص الهندسة الصناعية عام 1992، بدأت رحلتها في التصوير الفوتوغرافي عام 2011، ثم تلقت دورات في أساسيات التصوير الفوتوغرافي في فلورنسا عام 2011، ودرست العلاج بواسطة التصوير عام 2018. حاصلة على الميدالية الذهبية في الجائزة العالمية في فئة الفنون الجميلة والتصوير المفاهيمي عام 2019.

## أسلوبها الفني
تعتمد فدوى روحانا على الأسلوب التجريبي في إستخدام العدسة وتوظيف الضوء في محاولات لرصد المشهد في اللحظة الحاسمة، وترى أن في القدس كل اللحظات تروي قصة، حيث ركزت على وجوه الفلسطينيين وإنعكاس الواقع المتغير على ملامحهم، كما برز إهتمامها بالإنسان بشكل عام وعلاقته بالمكان وفي الطبيعة. عملت على مشاريع عدة منها: مشروع "عابرون في الزمن" من ضمن مشاريعها المستوحاة من حجاج بيت لحم والقدس، الذين يأتون من مختلف دول العالم لزيارة الأماكن المقدسة في فلسطين حاملين معهم همومهم ومعاناتهم آملين بالتخلص منها برحلتهم، ومشروع أرض وهو صور لشرقي فلسطين وجنوبها من أريحا إلى النقب عبر جبال البحر الميت.

## معارضها
لها العديد من المعارض داخل فلسطين وخارجها وهم:
1. "Sublimations" بميلانو في إيطاليا عام 2019.
2. "على إمتداد الحنين" بمركز محمود درويش في الناصرة عام 2016، متحف بيت لحم عام 2017.
3. "أرض" بمتحف محمود درويش في رام الله عام 2015.
4. "فلسطين والمختفي أعظم" في رام الله عام 2012.

## مجلات نشرت أعمالها
نُشِرت أعمالها في عدة مجلات عالمية أهمها:
- Photographizi - NewYork 2019.
- Tagree - Germany 2019.
- Artistcollective - Australia 2020.
- Szeroki Kadr (Nikon) - Poland 2020.
- IliGalit - Slovakia 2021.